# オーダーマニア
オーダーマニアは、2006年10月13日から2007年9月までテレビ東京とBSジャパンで放送されていた深夜の通販番組。オフィス・トゥー・ワン（OTO）製作。OTOによる通販番組『シナモン』の後番組である。

## 特徴
TV通販といえば女性向けが多い中で敢えてターゲットを男性とし、趣味性の高い商品を提案していくという意欲的な試みがなされた。数千円の雑貨から数十万円の腕時計まで多岐にわたるアイテムが紹介され、番組特注商品も多数企画された。

## MC
番組開始当初は別所哲也であったが、2007年春よりなぎら健壱と乾貴美子に交代した。

## ナレーション
- 斉藤茂一
- 高野直子

### 放送枠
- テレビ東京 27:45〜28:45（毎週金曜日）
- BSジャパン 26:15〜26:45（毎週月曜日）
※2007年4月14日のみ5:00〜5:30に放送

## スタッフ
- 構成：河村シゲル、守矢直記、オグロテツロウ
- カメラ：小平智紀
- VE：飛田哲
- 照明：平本孝浩
- EED：斉藤哲夫
- MA：小野敬太郎
- 音効：竹科俊至
- メイク：森川英展
- ディレクター：新井博、平尾直志
- プロデューサー：石川博康
- 製作：オフィス・トゥー・ワン